# Ꙫ
Ꙫ, ꙫ – jeden z rzadkich rękopiśmiennych wariantów cyrylickiej litery O. Litera ta występuje w niektórych rękopisach sporządzonych we wczesnej cyrylicy w zapisie słowa Ꙫчи (oczy).

## Kodowanie
| Znak                   | Ꙫ                                   | Ꙫ                                   | ꙫ                                 | ꙫ                                 |
| ---------------------- | ----------------------------------- | ----------------------------------- | --------------------------------- | --------------------------------- |
| Nazwa w Unikodzie      | cyrillic capital letter binocular o | cyrillic capital letter binocular o | cyrillic small letter binocular o | cyrillic small letter binocular o |
| Kodowanie              | dziesiątkowo                        | szesnastkowo                        | dziesiątkowo                      | szesnastkowo                      |
| Unicode                | 42602                               | U+A66A                              | 42603                             | U+A66B                            |
| UTF-8                  | 234 153 170                         | ea 99 aa                            | 234 153 171                       | ea 99 ab                          |
| Odwołania znakowe SGML | &#42602;                            | &#xA66A;                            | &#42603;                          | &#xA66B;                          |